# Тамарисковый дровосек
Дровосек тамарисковый (Hesperophanes heydeni) — вид жуков рода Hesperophanes семейства усачей (Cerambycidae).

## Описание
Длина тела 20—27 мм. Волосяной покров нижней стороны тела плотный и светлый, приподнятые волоски хорошо видны на голенях и бедрах. Тело светло-бурое с бледным оттенком.
Переднеспинка очень большая, шаровидная, у самцов не уже надкрылий. Переднеспинка без бугорков на боках. Третий членик усиков на внутренней стороне и здесь с густой волосяной полоской. Лапки снизу с широкой гладкой срединной бороздкой. Надкрылья с крупными голыми точками, которые несут одиночные стоячие волоски. Усики самцов почти не короче тела, у самки заходят за середину надкрылий.

## Биология
Время лёта жуков с конца июня до конца июля. Вид является узким олигофагом. Личинки развиваются в древесине тамарисков. Личинки живут в верхней части корня и в нижней части ствола. Для нормального развития личинкам требуются крупные деревья, которые произрастают преимущественно в поймах, заливаемых паводками.

## Ареал
Является эндемиком пустынной зоны Казахстана. Населяет долины Сыр-Дарьи, Или, Каратала, Чёрного Иртыша. Встречается в глинисто-песчаных и глинисто-солончаковых пустынях.

## Охрана
Занесён в Красную книгу Казахстана. Редкий вид с сокращающейся численностью. Причиной сокращения численности вида является уменьшение площади произрастания тамариска — кормового растения личинок этого вида. Охраняется в Национальном природном парке «Алтын-Эмель».